# Prima Divisione Venezia Giulia 1942-1943
La Prima Divisione fu il massimo campionato regionale di calcio disputato in Italia nella stagione 1942-1943.
La Prima Divisione fu organizzata e gestita dai Direttori Regionali di Zona.
Per motivi contingenti il D.D.S. non fece disputare le finali per la promozione in Serie C.
Fu il quarto livello della XL edizione del campionato italiano di calcio.
Il campionato giocato nella regione Venezia Giulia fu organizzato e gestito dal Direttorio V Zona (Venezia Giulia).

## Girone A

### Squadre partecipanti
| Squadra                                   | Città (provincia)      | Stagione 1941-1942 |
| ----------------------------------------- | ---------------------- | ------------------ |
| G.I.L. Aviano                             | Aviano (UD)            |                    |
| Avio Sportiva Roveredo                    | Roveredo in Piano (UD) |                    |
| Dop. Codroipo                             | Codroipo (UD)          |                    |
| A.S. Cormonese                            | Cormons (UD)           |                    |
| G.R.F. Giovinezza Sez.Sportiva "Beltrame" | Udine (UD)             |                    |
| A.C. Pordenone                            | Pordenone (UD)         |                    |
| A.C. Tricesimo                            | Tricesimo (UD)         |                    |
| A.C. Udinese (C = allievi)                | Udine                  |                    |

### Classifica finale
|  | Pos. | Squadra             | Pt       | G  | V | N | P | GF | GS | DR  |
|  | ---- | ------------------- | -------- | -- | - | - | - | -- | -- | --- |
|  | 1.   | Udinese C           | 18       | 12 | 8 | 2 | 2 | 45 | 16 | +29 |
|  | 2.   | Giovinezza Beltrame | 16       | 12 | 6 | 4 | 2 | 24 | 13 | +11 |
|  | 3.   | Avio Roveredo       | 14       | 12 | 6 | 2 | 4 | 34 | 17 | +17 |
|  | 4.   | G.I.L. Aviano       | 12       | 12 | 4 | 4 | 4 | 17 | 14 | +3  |
|  | 5.   | Cormonese           | 10       | 11 | 5 | 0 | 6 | 14 | 31 | -17 |
|  | 6.   | Pordenone           | 8        | 11 | 2 | 4 | 5 | 10 | 31 | -21 |
|  | 7.   | Codroipo            | 4        | 12 | 1 | 2 | 9 | 14 | 36 | -22 |
|  | --   | Tricesimo           | Ritirato |    |   |   |   |    |    |     |

Legenda:

      Ammesso alle finali regionali.
Note:

Due punti a vittoria, uno a pareggio, zero a sconfitta.
Pari merito in caso di pari punti.
Mancano due partite del Pordenone.

## Girone B

### Squadre partecipanti
| Squadra                                             | Città (provincia)          | Stagione 1941-1942 |
| --------------------------------------------------- | -------------------------- | ------------------ |
| Dop.Az. C.R.D.A. Monfalcone (B = riserve)           | Monfalcone (GO)            |                    |
| G.S. Filippo Corridoni                              | Monfalcone (GO)            |                    |
| A.S. Latisana                                       | Latisana (UD)              |                    |
| G.G. VI Magazzino Vestario Equipaggiamento d'Armata | Palmanova (UD)             |                    |
| A.C. Pieris (B = riserve)                           | Pieris (UD)                |                    |
| A.S. Pro Gorizia (B = riserve)                      | Gorizia                    |                    |
| U.S. Sagrado                                        | Sagrado (GO)               |                    |
| S.S. Sangiorgina                                    | San Giorgio di Nogaro (UD) |                    |

### Classifica finale
|  | Pos. | Squadra           | Pt | G  | V  | N | P  | GF | GS | DR  |
|  | ---- | ----------------- | -- | -- | -- | - | -- | -- | -- | --- |
|  | 1.   | VI Magazzino V.E. | 23 | 14 | 10 | 3 | 1  | 36 | 12 | +24 |
|  | 2.   | Filippo Corridoni | 20 | 14 | 9  | 2 | 3  | 38 | 13 | +25 |
|  | 3.   | Sagrado           | 19 | 14 | 7  | 5 | 2  | 21 | 9  | +12 |
|  | 4.   | Pro Gorizia B     | 19 | 14 | 9  | 1 | 4  | 41 | 20 | +21 |
|  | 5.   | CRDA Monfalcone B | 15 | 14 | 6  | 3 | 5  | 27 | 16 | +11 |
|  | 6.   | Pieris B          | 6  | 14 | 2  | 2 | 10 | 13 | 44 | -31 |
|  | 7.   | Latisana          | 6  | 14 | 1  | 4 | 9  | 10 | 44 | -34 |
|  | 8.   | Sangiorgina       | 2  | 14 | 1  | 0 | 13 | 4  | 35 | -31 |

Legenda:

      Ammesso alle finali regionali.
Note:

Due punti a vittoria, uno a pareggio, zero a sconfitta.
Pari merito in caso di pari punti.

## Girone C

### Squadre partecipanti
| Squadra                      | Città (provincia) | Stagione 1941-1942 |
| ---------------------------- | ----------------- | ------------------ |
| Avia                         | Gorizia           |                    |
| G.S. Genio                   | Trieste           |                    |
| S.S. Ponziana (B = riserve)  | Trieste           |                    |
| Squadra Calcio XXI Settore   | Tolmino (GO)      |                    |
| G.S. Sussistenza             | Trieste           |                    |
| G.S. Trieste                 | Trieste           |                    |
| U.S. Triestina (C = allievi) | Trieste           |                    |

### Classifica finale
|  | Pos. | Squadra     | Pt | G  | V | N | P | GF | GS | DR  |
|  | ---- | ----------- | -- | -- | - | - | - | -- | -- | --- |
|  | 1.   | XXI Settore | 18 | 12 | 8 | 2 | 2 | 37 | 10 | +27 |
|  | 2.   | Avia        | 15 | 12 | 5 | 5 | 2 | 31 | 15 | +16 |
|  | 2.   | Trieste     | 15 | 12 | 5 | 5 | 2 | 19 | 24 | -5  |
|  | 4.   | Triestina C | 12 | 12 | 5 | 2 | 5 | 27 | 22 | +5  |
|  | 5.   | Genio       | 11 | 12 | 2 | 7 | 3 | 14 | 17 | -3  |
|  | 6.   | Sussistenza | 9  | 12 | 3 | 3 | 9 | 24 | 30 | -6  |
|  | 7.   | Ponziana B  | 4  | 12 | 1 | 2 | 9 | 13 | 47 | -34 |

Legenda:

      Ammesso alle finali regionali.
Note:

Due punti a vittoria, uno a pareggio, zero a sconfitta.
Pari merito in caso di pari punti.

## Girone D

### Squadre partecipanti
| Squadra                                    | Città (provincia)     | Stagione 1941-1942 |
| ------------------------------------------ | --------------------- | ------------------ |
| O.N.D. Cantieri Navali Quarnaro Sez.Calcio | Fiume                 |                    |
| U.S. Fiumana (B = riserve)                 | Fiume (FM)            |                    |
| A.C. Littoria                              | Fiume                 |                    |
| G.S. Magazzini Generali (B = riserve)      | Fiume                 |                    |
| U.S. Timavia                               | Villa del Nevoso (FM) |                    |
| G.S. Savoia                                | Fiume                 |                    |

### Classifica finale
|  | Pos. | Squadra                  | Pt       | G | V | N | P | GF | GS | DR  |
|  | ---- | ------------------------ | -------- | - | - | - | - | -- | -- | --- |
|  | 1.   | Fiumana B                | 13       | 8 | 6 | 1 | 1 | 27 | 6  | +21 |
|  | 2.   | Magazzini Generali B     | 12       | 8 | 6 | 0 | 2 | 24 | 8  | +16 |
|  | 3.   | Littoria                 | 8        | 8 | 4 | 0 | 4 | 16 | 15 | +1  |
|  | 4.   | Timavia (-6)             | 3        | 8 | 1 | 1 | 6 | 6  | 18 | -12 |
|  | 5.   | Cantieri Navali Quarnaro | 2        | 8 | 1 | 0 | 7 | 7  | 33 | -26 |
|  | -.   | Savoia                   | ritirato |   |   |   |   |    |    |     |

Legenda:

      Ammesso alle finali regionali.
Note:

Due punti a vittoria, uno a pareggio, zero a sconfitta.
Pari merito in caso di pari punti.

## Finali per il titolo e promozione in Serie C

### Girone A

#### Classifica
|  | Pos. | Squadra | Pt | G | V | N | P | GF | GS | DR |
|  | ---- | ------- | -- | - | - | - | - | -- | -- | -- |
|  | 1.   | ???     | ?? | 8 |   |   |   |    |    |    |
|  | 2.   | ???     | ?? | 8 |   |   |   |    |    |    |
|  | 3.   | ???     | ?? | 8 |   |   |   |    |    |    |
|  | 4.   | ???     | ?? | 8 |   |   |   |    |    |    |
|  | 5.   | ???     | ?? | 8 |   |   |   |    |    |    |

Legenda:

      Promosso in Serie C.
Note:

Due punti a vittoria, uno a pareggio, zero a sconfitta.
Pari merito in caso di pari punti.

### Girone B

#### Classifica
|  | Pos. | Squadra       | Pt | G | V | N | P | GF | GS | DR |
|  | ---- | ------------- | -- | - | - | - | - | -- | -- | -- |
|  | 1.   | XXI Settore   | ?? | 8 |   |   |   |    |    |    |
|  | 1.   | Littoria      | ?? | 8 |   |   |   |    |    |    |
|  | 1.   | G.I.L. Aviano | ?? | 8 |   |   |   |    |    |    |
|  | 1.   | Trieste       | ?? | 8 |   |   |   |    |    |    |
|  | 5.   | Sagrado       | ?? | 8 |   |   |   |    |    |    |

Legenda:

      Promosso in Serie C.
Note:

Due punti a vittoria, uno a pareggio, zero a sconfitta.
Pari merito in caso di pari punti.

## Finale per il titolo delle riserve

### Classifica finale
|  | Pos. | Squadra | Pt | G | V | N | P | GF | GS | DR |
|  | ---- | ------- | -- | - | - | - | - | -- | -- | -- |
|  | 1.   | ???     | ?? | 6 |   |   |   |    |    |    |
|  | 2.   | ???     | ?? | 6 |   |   |   |    |    |    |
|  | 3.   | ???     | ?? | 6 |   |   |   |    |    |    |
|  | 4.   | ???     | ?? | 6 |   |   |   |    |    |    |

Legenda:

      Campione giuliano delle Riserve.
Note:

Due punti a vittoria, uno a pareggio, zero a sconfitta.
Pari merito in caso di pari punti.

## Verdetti finali
- Avia, Avio Roveredo, Filippo Corridoni, G.I.L. Aviano, Giovinezza Beltrame, Littoria, Sagrado, VI Magazzini V.E., Trieste e XXI Settore sono ammesse alle finali regionali per la promozione in Serie C.
- Il  XXI Settore di Tolmino è promosso in Serie C.
- Fiumana B, Pro Gorizia B, Triestina C e Udinese C sono ammesse alle finali regionali riserve.